# Umm Al-Mu’minin Khadijah-moskén
Umm Al-Mu’minin Khadijah-moskén är en salafistisk moské i Malmö. Den ligger intill  Östra kyrkogården. Moskén är uppkallad efter profeten Muhammeds första fru, Khadidja. Det muslimska samfundet WAKF bedriver sin verksamhet i moskén.
Moskén är Sveriges största med plats för 2000 bedjande. Den invigdes 28 april 2017 av Khalid Shaheen Al Ghanim, Qatars viceminister för religiösa frågor. Qatar har satsat 30 miljoner av de drygt 75 miljoner moskén kostat före invigningen. Totalt beräknas anläggningen kosta 120 till 140 miljoner när den står färdig. 